# Llista de masies de Timoneda
La llista de masies de Timoneda ordena alfabèticament els topònims de les masies del terme del poble de Timoneda, al municipi de Lladurs (Solsonès).

## Masies històriques
Aquesta és la relació alfabètica de les masies de Timoneda de les quals se'n té constància documental però de les quals actualment se'n desconeix el seu emplaçament
- Barneda - 1717. (També hi ha documentada Darneda)
- Blanquer - 994.
- Capmàs de Bonfill - 1625.
- Capmàs de la Guàrdia - ?.
- Capmàs de la Menobra - ?.
- Capmàs del Noguer - ?.
- Capmàs del Solerot - 1625.
- Casals - 1018.
- Espluga - segle x.
- Fontanella - 1021.
- Marviosa Subirana - ? - A llevant de Sarri
- Mas de Riu - ?.
- Molí de Bofill - 1625.
- Molí de Riu - ?.
- Puigaltes - 1068.
- Puigdaltès - 1552.
- Puignou - segle xiii.
- Puig-rodó - ?.
- Puiolrado - 958.
- Vilar de Bart - 994.